# Questa è la vita (film 1954)
Questa è la vita è un film a episodi del 1954 diretto da Giorgio Pàstina, Mario Soldati, Luigi Zampa e Aldo Fabrizi.

## Trama
La pellicola racconta quattro episodi tratti dalle novelle pirandelliane: La giara, Il ventaglino, La patente e Marsina stretta. La pellicola è presentata dall'attore e doppiatore Emilio Cigoli, che spiega il senso dei quattro episodi da una sala doppiaggio.

### La giara

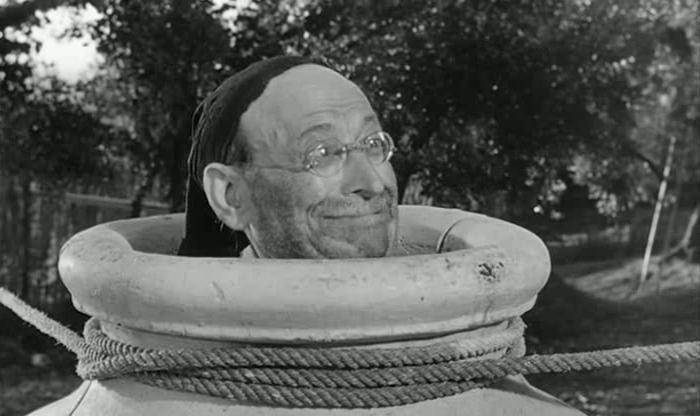
Turi Pandolfini

L'episodio è diretto da Giorgio Pàstina.
Don Lolò Zirafa, un proprietario terriero ignorante e prepotente, ha paura che la sua grossa giara si rompa per causa di un temporale che sta per arrivare e l'affida ad un suo dipendente che la spacca. Infuriato, Don Lolò accusa tutti e una volta calmo sotto il consiglio di uno dei contadini chiama il mastro Zi' Dima per aggiustare la giara, ma questi ci rimane incastrato dentro, e preferisce rimanere nell'insolita situazione piuttosto che pagare a don Lolò i danni della nuova rottura della giara che gli permetterebbe di uscire. Il padrone, non avendo più scelta, manda la giara a rotolare contro un albero, lasciando uscire Zi' Dima ma distruggendo il contenitore questa volta irreparabilmente.

### Il ventaglino

Myriam Bru

L'episodio è diretto da Mario Soldati.
Tuta, una ragazza madre, non ha più un lavoro e non sa come nutrire il suo bambino.
Ai giardini pubblici incontra un'altra donna che le regala un pezzo di pane, ma il figlio di una signora benestante, per fare un dispetto al suo coetaneo povero, si appropria del pane e lo getta nella fontana; la signora, mossa a pietà, regala pochi soldi a Tuta, ma questa, apparentemente senza alcuna ragione logica, usa il denaro per comprare un ventaglio da un venditore ambulante. Poco dopo Tuta sembra prendere in considerazione l'idea di prostituirsi per vivere con un qualche agio.

### La patente

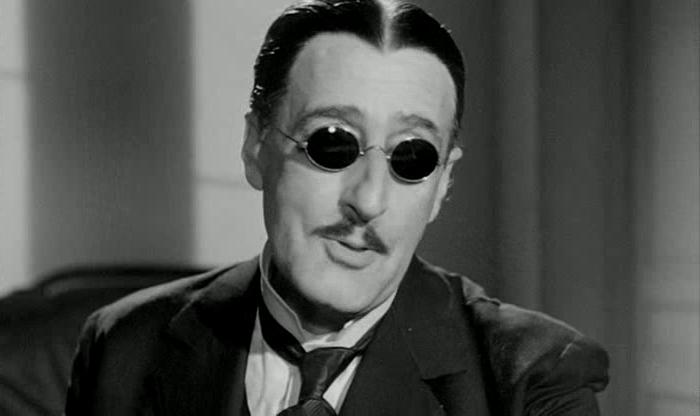
Totò

L'episodio è diretto da Luigi Zampa, con la sceneggiatura dello stesso Zampa e di Vitaliano Brancati.
Rosario Chiarchiaro è considerato portatore di sfortuna del paese: il pregiudizio impedisce all'uomo e alla sua famiglia di vivere serenamente pensando di ricorrere alle vie legali, ma ha un ripensamento e anzi pensa di usare il pregiudizio a proprio vantaggio, esigendo denaro alle persone vicine per farlo allontanare. Il progetto viene accettato e Rosario detta alla propria figlia, in lacrime per la vergogna e l'umiliazione, il listino dei prezzi che l'uomo chiede per allontanarsi da situazioni a rischio.
La voce narrante tuttavia conclude prefigurando un destino più roseo per Rosario Chiarchiaro e la sua famiglia con l'abbandono della professione di iettatore.

### Marsina stretta

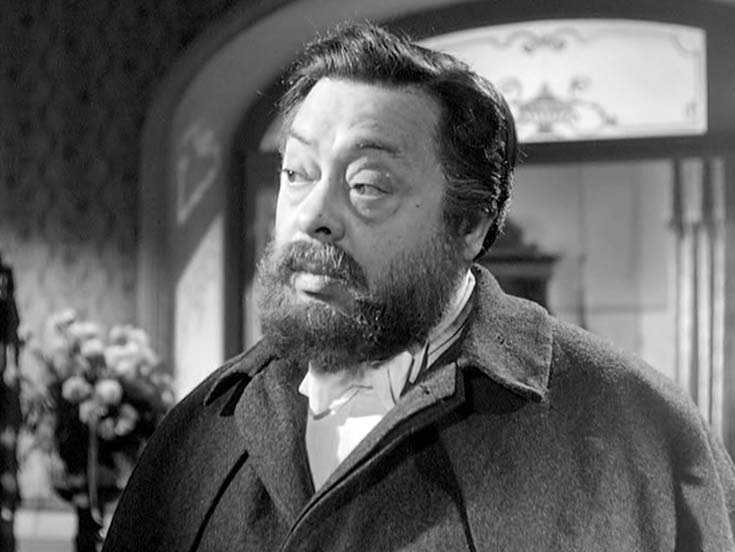
Aldo Fabrizi

L'episodio è diretto e interpretato da Aldo Fabrizi.
Il corpulento professor Fabio Gori viene invitato alle nozze di una sua ex allieva, e per l'occasione si fa prestare una marsina che però è irrimediabilmente troppo stretta per lui: d'altra parte l'uomo non intende rinunciare a indossarla. Giunto a casa della sposa, viene a sapere che la madre di lei è morta per l'emozione di vedere la ragazza maritata. I parenti dello sposo, ricchi, arroganti e contrari al matrimonio, intendono sfruttare l'occasione del lutto per rimandare indefinitamente le nozze: ma Gori, rendendosi conto che il futuro marito è una persona perbene e che renderebbe felice la sua ex allieva, e anche che, se si perdesse l'occasione, i parenti di lui sarebbero in grado di allontanare definitivamente i due giovani, insiste perché il matrimonio si celebri lo stesso malgrado la disgrazia, e riesce nel suo intento. Alla fine confessa di aver trovato la forza di reagire alle ipocrite proteste dei parenti dello sposo proprio per lo stato di irritazione dovuto al fatto di indossare un indumento così stretto.